# Bai Shouyi

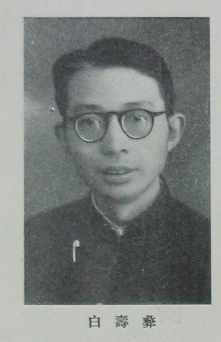
Bai Shouyi in 1949

Bai Shouyi (eenvoudig Chinees: 白寿彝; traditioneel Chinees: 白壽彝; februari 1909 – Beijing, 21 maart 2000), ook bekend als Djamal al-Din Bai Shouyi, was een prominente Chinese islamistische historicus, denker, sociale activist en volkenkundige, die de recente Chinese historiografie veranderde en het belang van wetenschappelijke opgravingen en rapporten daarover sterk benadrukte.
Geboren als de zoon van een Hui handelaar in Kaifeng, leerde hij Arabisch lezen van zijn moeder en tante.
Bai was marxist, waardoor zijn wetenschappelijke bijdragen hechtten aan het klassebegrip als verklarende oorzaak. Bai beargumenteerde de noodzaak van bewustzijn over de islam en van moslims in de Chinese populatie in 1937. Er waren in 1937 namelijk 50 miljoen moslims in China en westerse teksten waren alleen in Chinees beschikbaar. 
Hij stierf in Beijing op de leeftijd van 91 jaar.
- Bibsys: 90171805
- Biblioteca Nacional de Chile: 000076757
- Bibliothèque nationale de France: cb12408186w (data)
- CiNii: DA02988171
- Gemeinsame Normdatei: 114368627
- International Standard Name Identifier: 0000 0001 0874 9970
- Library of Congress Control Number: n81119652
- Bibliotheek van het Japanse parlement: 00358926
- Nationale Bibliotheek van Tsjechië: uk2009534365
- Nationale bibliotheek van Australië: 36607511
- Nationale Bibliotheek van Israël: 987007266093905171
- Nationale Bibliotheek van Polen: a0000003236219
- Nederlandse Thesaurus van Auteursnamen: 140318135
- Réseau des bibliothèques de Suisse occidentale: 02-A000015385
- SNAC: w6n15j0k
- Système universitaire de documentation: 033190267
- Trove: 1324228
- Virtual International Authority File: 17309707
- WorldCat: E39PBJtRMwkyTXkdxy9c9jxYyd